# Raleigh 250 1954
Raleigh 250 1954 var ett stockcarlopp ingående i Nascar Grand National Series (nuvarande Nascar Cup Series) som kördes 29 maj 1954 på den 1 mile (1,609 meter) långa ovalbanan Raleigh Speedway i Raleigh i North Carolina. Totalt avverkades 250 miles (402,336 km) fördelat på 250 varv. Banunderlaget var asfalt. Loppet vanns av Herb Thomas i en Hudson på tiden 3:22.57 körande för det egna stallet Herb Thomas Racing. Thomas snitthastighet var 73,909 mph. Han var vid målgång ensam förare på ledarvarvet, två varv före tvåan Dick Rathmann. Prispotten uppgick till 9 150 dollar, varav 2 250 dollar gick till segraren.

## Resultat
| Plc     | Nr  | Förare           | Team/ bilägare     | Konstruktör | Start | Varv | Ledda varv |
| ------- | --- | ---------------- | ------------------ | ----------- | ----- | ---- | ---------- |
| 1       | 92  | Herb Thomas      | Herb Thomas Racing | Hudson      | 1     | 250  | 204        |
| 2       | 3   | Dick Rathmann    | John Ditz          | Hudson      | 4     | 248  | 34         |
| 3       | 14  | Hershel McGriff  | Frank Christian    | Oldsmobile  | 3     | 246  | 0          |
| 4       | 42  | Lee Petty        | Petty Enterprises  | Dodge       | 12    | 244  | 0          |
| 5       | 80  | Jimmie Lewallen  | George Hutchens    | Mercury     | 13    | 241  | 0          |
| 6       | 23  | Al Keller        | George Miller      | Hudson      | 24    | 240  | 0          |
| 7       | 24  | Ray Duhigg       | J.O. Goode         | Plymouth    | 21    | 236  | 0          |
| 8       | 1   | Elton Hildreth   | Elton Hildreth     | Nash        | 7     | 234  | 0          |
| 9       | 88  | Buck Baker       | Ernest Woods       | Oldsmobile  | 2     | 233  | 2          |
| 10      | 2   | Bill Blair       | Bill Blair         | Hudson      | 26    | 231  | 0          |
| 11      | 6   | Ralph Liguori    | Ralph Liguori      | Dodge       | 28    | 230  | 0          |
| 12      | 61  | Slick Smith      | Slick Smith        | Oldsmobile  | 6     | 225  | 0          |
| 13      | 11  | Eddie Riker      | Eddie Riker        | Oldsmobile  | 29    | 223  | 0          |
| 14      | 120 | Russ Hepler      | Walt Chapman       | Hudson      | 30    | 221  | 0          |
| 15      | 4   | Charlie Cregar   | i.u.               | Plymouth    | 17    | 221  | 0          |
| 16      | 126 | Dave Terrell     | Dave Terrell       | Dodge       | 14    | 219  | 0          |
| 17      | 100 | Blackie Pitt     | Gary Drake         | Plymouth    | 19    | 218  | 0          |
| 18      | 93  | Ted Chamberlain  | Ted Chamberlain    | Plymouth    | 23    | 212  | 0          |
| 19      | 52  | Walt Flinchum    | i.u.               | Plymouth    | 30    | 195  | 0          |
| 20      | 25  | Fireball Roberts | Leland Colvin      | Oldsmobile  | 31    | 181  | 0          |
| 21      | 13  | Joel Million     | Ernest Woods       | Oldsmobile  | 18    | 179  | 0          |
| 22      | 44  | Curtis Turner    | Elmer Brooks       | Oldsmobile  | 35    | 160  | 10         |
| 23      | 21  | Laird Bruner     | Carmen Amica       | Oldsmobile  | 16    | 135  | 0          |
| 24      | 71  | Fred Dove        | Fred Dove          | Chevrolet   | 15    | 132  | 0          |
| 25      | 28  | Eddie Skinner    | Franke Dodge       | Oldsmobile  | 8     | 104  | 0          |
| 26      | 108 | Arden Mounts     | Gene Comstock      | Hudson      | 32    | 90   | 0          |
| 27      | 12  | Speedy Thompson  | Buckshot Morris    | Oldsmobile  | 9     | 86   | 0          |
| 28      | 87  | Jim Paschal      | Bob Griffin        | Oldsmobile  | 10    | 72   | 0          |
| 29      | 31  | Donald Thomas    | John Ditz          | Hudson      | 5     | 66   | 0          |
| 30      | 98  | Jim Clark        | Jim Clark          | Oldsmobile  | 27    | 62   | 0          |
| 31      | 97  | Clarence Burch   | i.u.               | Willys      | 26    | 58   | 0          |
| 32      | 48  | Gifford Wood     | i.u.               | Hudson      | 34    | 51   | 0          |
| 33      | 82  | Joe Eubanks      | Phil Oates         | Hudson      | 11    | 23   | 0          |
| 34      | 103 | Clyde Minter     | Ken Pace           | Mercury     | 33    | 15   | 0          |
| 35      | 47  | Harvey Eakin     | Harvey Eakin       | Nash        | 22    | 5    | 0          |
| Källor: |     |                  |                    |             |       |      |            |